# Piper PA-18
El Piper PA-18 Super Cub es un monoplano monomotor biplaza. Introducido en 1949 por la Piper Aircraft, fue desarrollado a partir del Piper PA-11, y su linaje se sigue desde el J-3 hasta el Taylor E-2 Cub de los años 30 del siglo XX. En cerca de 40 años de producción, se construyeron más de 9000 ejemplares. Los Super Cub realizan comúnmente tareas de vuelo salvaje, remolcado de pancartas y de planeadores.

## Diseño y desarrollo

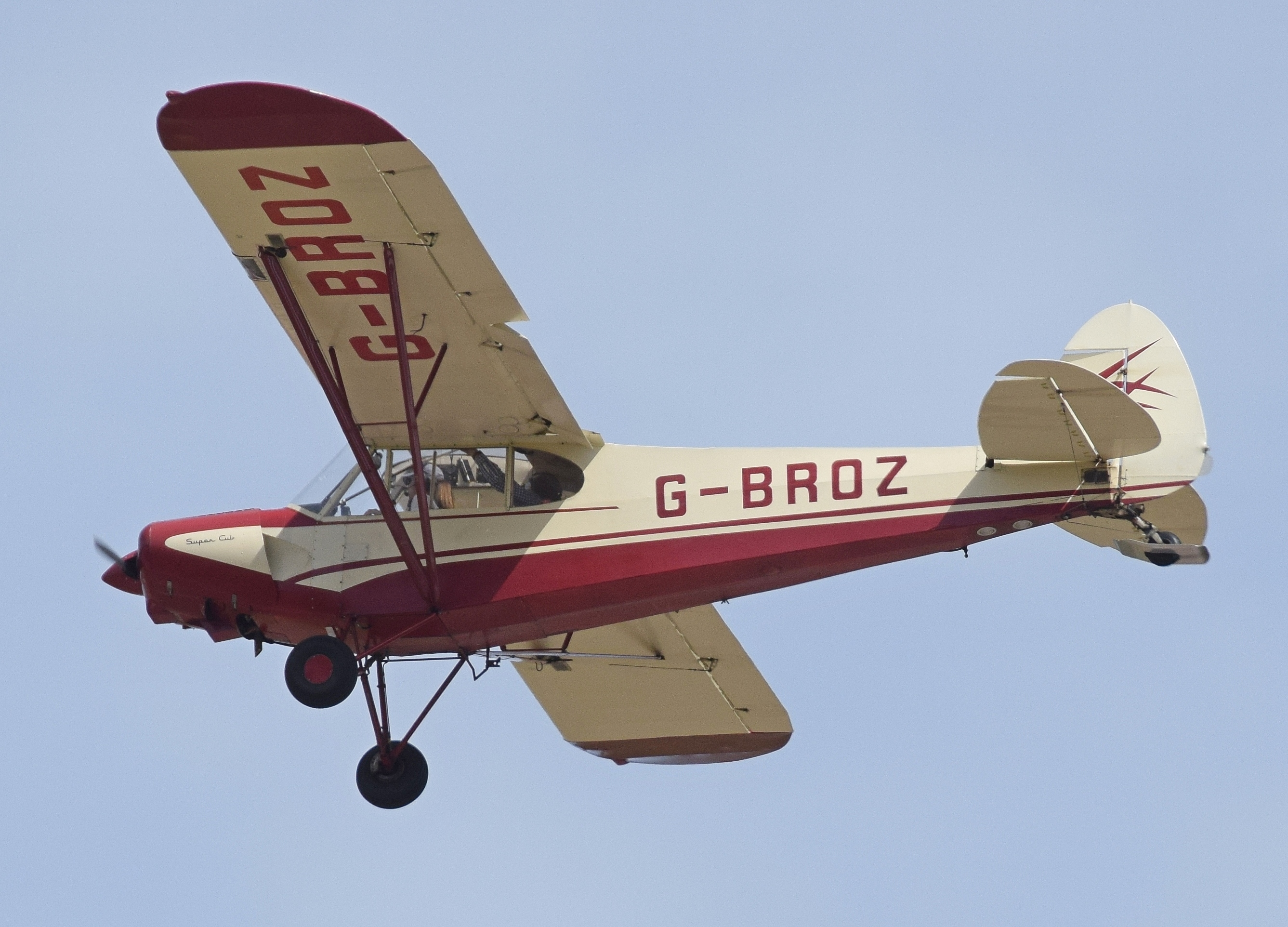
Piper PA-18-150 Super Cub aterriza en el RIAT de 2017, Inglaterra. Construido en 1958.

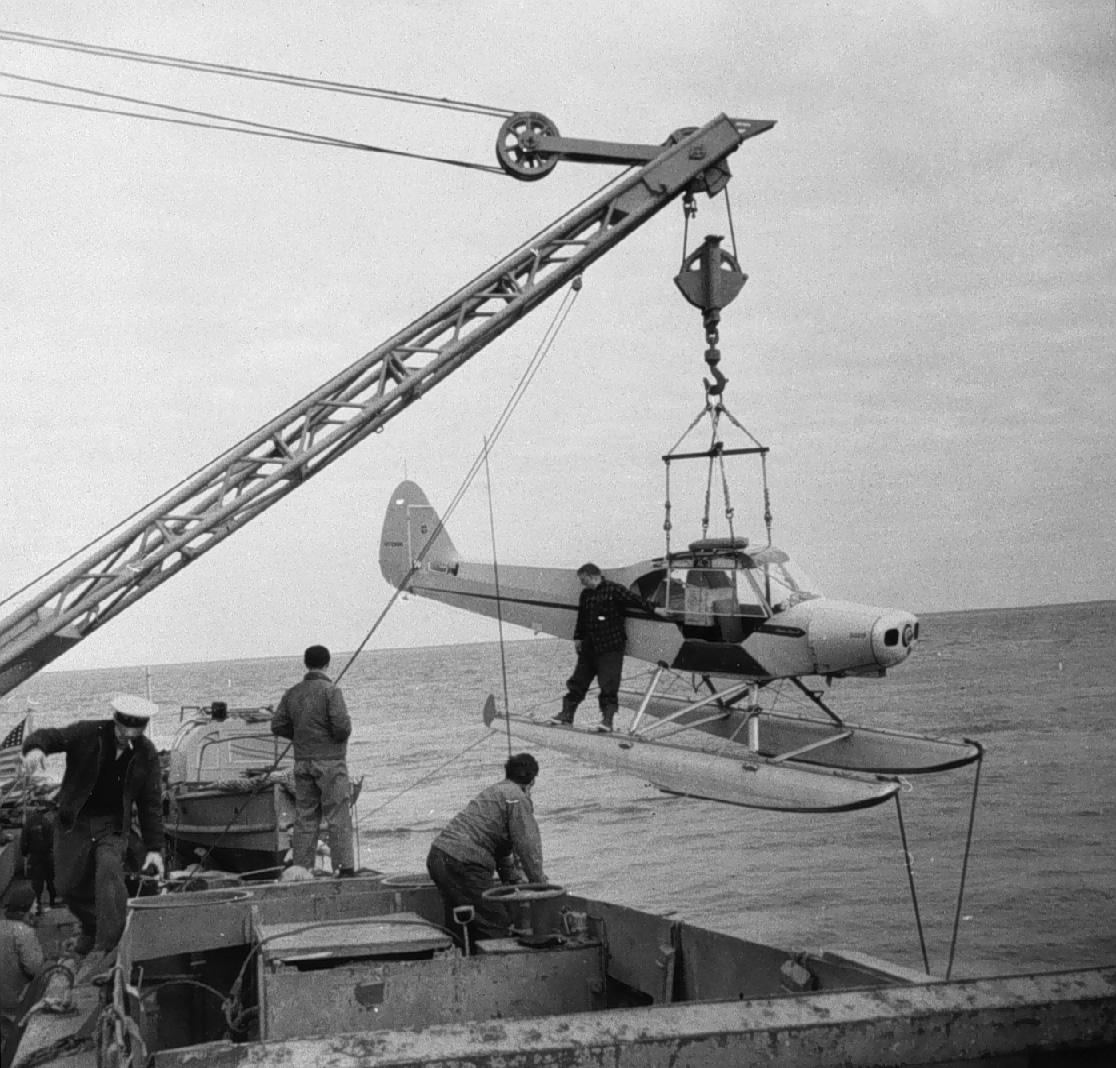
Piper Cub usado para realizar seguimiento del tiempo y mantenimiento de instrumentos en Alaska en 1950.

Aunque basado en el diseño de los anteriores Cub, la adición de un sistema eléctrico, flaps (de tres muescas), y un motor considerablemente más potente (150 hp), le hacían una experiencia voladora muy diferente. Aunque el Super Cub "estándar" estaba equipado con un motor Lycoming de 112 kW (150 hp), no es infrecuente verlo equipado con un O-320-B2B de 160 hp, o incluso un Lycoming O-360 de 134 kW (180 hp). El ala de alta sustentación y el potente motor hacen del Super Cub un candidato principal para la conversión tanto con flotadores como con esquíes. Además, el PA-18A (una versión agrícola) fue producido para dispersar químicos, tanto sólidos como líquidos.
El Super Cub retuvo la estructura básica de "tubo y tela" (tela estirada sobre una estructura de tubos de acero) del anterior J-3 Cub.
Los primeros "Super" Cub tenían flaps, depósitos dobles de combustible, y un motor Lycoming O-235 que producía alrededor de 108 hp (115 hp solo para el despegue). Sin embargo, estaba disponible una variante con motor Continental de 90 hp sin flaps y un segundo depósito alar opcional. Su peso en vacío era, de media, de 362,8-453,5 kg, con un peso cargado de 680,3 kg. Estos Cub despegarían en alrededor de 122 m (con peso cargado) y aterrizarían en alrededor de 91,4 m (gracias a los flaps). El Super Cub es famoso por su habilidad de aterrizar y despegar en distancias muy cortas. Los primeros Super Cub iban a ser ofrecidos con un único tren de aterrizaje principal de cuatro ruedas en tándem, diseñado para despegar y aterrizar desde terreno no preparado, pero fue reemplazado por un tren de aterrizaje convencional. Siguieron los Cub propulsados por Lycoming O-290 de 135 hp y que despegarían en alrededor de 61 m. La distancia de aterrizaje se mantuvo igual, alrededor de 120 m, usando flaps. Con el uso del Lycoming O-320 de 150-160 hp, el peso cargado permitido del Cub se incrementó a los 793,79 kg, mientras que retenía la capacidad de necesitar solo los 61 m para despegar.
El PA-18 ha desarrollado unos seguidores muy dedicados en la comunidad del vuelo salvaje, y se han desarrollado muchas modificaciones para él, hasta el punto de que es bastante raro encontrar un Super Cub original completamente de serie. Las modificaciones incluyen compartimentos de equipaje aumentados (llegando más atrás en el fuselaje, o incluso compartimentos de equipaje de dos niveles en las partes superior e inferior del fuselaje trasero), soportes externos para equipaje, soportes de combustible, soportes de madera para llevar materiales de construcción a pistas sin mejorar. También, el desmontaje de los depósitos principales, mayores depósitos de combustible alares de 90,85 l o incluso de 113,56 l, tren de aterrizaje principal extendido para obtener un mayor espacio para la hélice, muelles reforzados de la rueda de cola, la adición de un pequeño tercer asiento de pasajero en el área de equipajes y generadores y motores de arranque ligeros. Además, varias áreas diferentes de montaje de la batería (para mover el peso hacia delante, y reducir el peso de la cola para acortar la distancia de despegue), varias formas diferentes de la cola para aumentar el área de la superficie, flaps alargados, varios diseños de punta alar, generadores de vórtices en el borde de ataque de las alas, traslado del panel eléctrico desde la raíz alar derecha al salpicadero para reducir el peligro de incendio durante un accidente, e incluso la adición de una hélice de velocidad constante. Pero por encima de todo, la modificación más común es la adición de "ruedas salvajes", neumáticos de baja presión, grandes y blandos, diseñados para absorber impactos de rocas y cantos rodados, y para no hundirse en la arena u otras superficies blandas, ideales para aterrizajes fuera de pista.

## Variantes

### Civiles

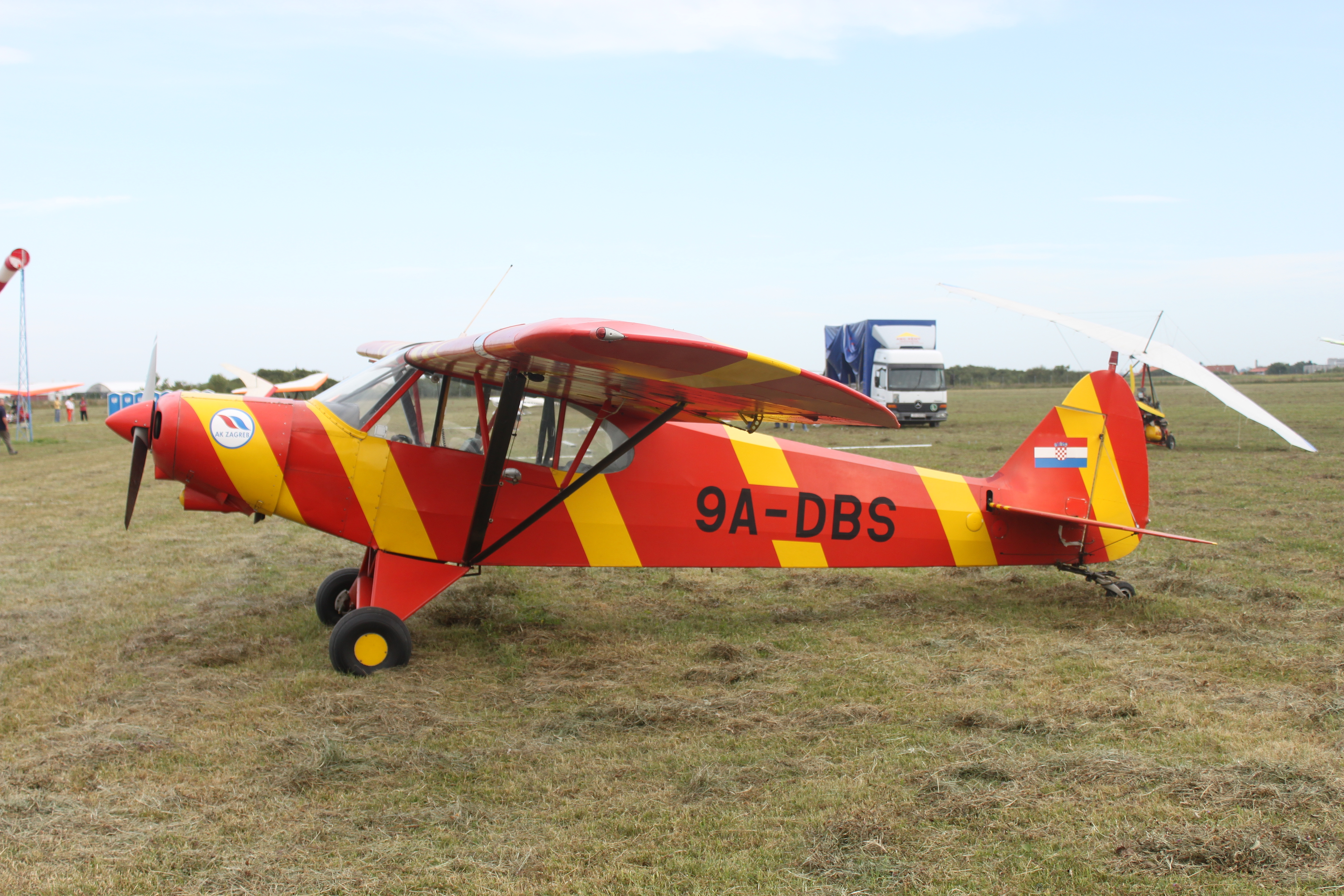
PA-18-150.

PA-18 Super Cub
Prototipo y variante de producción propulsada por un motor Continental C-90-8F de 98 hp, conocido a veces como PA-18-95.
PA-18-105 Super Cub
Variante de producción equipada con un motor Lycoming O-235-C1 y plano de cola mayor.
PA-18-105 Special
Variante especial construida en 1952 y 1953 para la Patrulla Aérea Civil como entrenador con elevadores compensados y provisión para paracaídas de asiento.
PA-18-125 Super Cub
Variante pensada para reemplazar al PA-18-95 con flaps y elevadores compensados y motor Lycoming O-290-D de 125 hp y hélice de paso variable tanto de madera como de metal.
PA-18-135 Super Cub
Variante con motor Lycoming O-290-D de 135 hp y equipada con dos depósitos alares como estándar.
PA-18-150 Super Cub
Variante de 1954 con Lycoming O-320 de 150 hp.
PA-18-180 Super Cub
Variante experimental con motor Lycoming O-360 de 180 hp, uno construido en 1980 por Piper. Otro avión ha sido remotorizado bajo un Certificado de Tipo Suplementario.
PA-18A
Designación de aviones agrícolas de producción, incluyendo variantes fumigadoras y pulverizadoras, e incorporando un perfil de fuselaje trasero ligeramente diferente para permitir el equipamiento de un depósito tolva en la posición del asiento trasero.
PA-18S
Designación de aviones de producción equipados con flotadores.
PA-18AS
Designación de un pequeño número de aviones agrícolas equipados con flotadores.
PA-19 Super Cub
Designación original de la variante militar del PA-18, solo tres construidos, y toda la producción militar posterior fue designada como PA-18.
Aeromod Loadstar Model 100
Conversión a biplano del Super Cub, propulsada por un motor O-290-D de 101 kW (135 hp), diseñado para tener mejores capacidades desde aeropuertos en altura.
SAFAT 01
Desarrollo/copia sudanesa construida por el SAFAT Aviation Complex en Jartum.

### Militares
L-18C Super Cub
Designación militar del PA-18 Super Cub del Ejército estadounidense, propulsado por un motor Continental C90-8F de 71 kW (95 hp), 838 entregados, al menos 156 de los cuales fueron entregados a otras naciones bajo el MDAP.
YL-21 Super Cub
Dos Super Cub 135 para evaluación por el Ejército estadounidense.
L-21A Super Cub
Designación militar del Super Cub 125, propulsado por un motor Avco Lycoming O-290-II de 92 kW (125 hp), 150 entregados.
L-21B Super Cub
Designación militar del Super Cub 135, propulsado por un motor Avco Lycoming O-290-D2 de 101 kW (135 hp), 584 entregados, muchos a otras naciones bajo el MDAP, redesignado U-7A en 1962.
TL-21A
Una cantidad de L-21A fue convertida en entrenadores.
U-7A Super Cub
Redesignación de 1962 del L-21B.

## Operadores

### Militares
Alemania
- Luftwaffe

 Argentina
- Fuerza Aérea Argentina

 Austria
- Fuerza Aérea Austriaca

 Bélgica

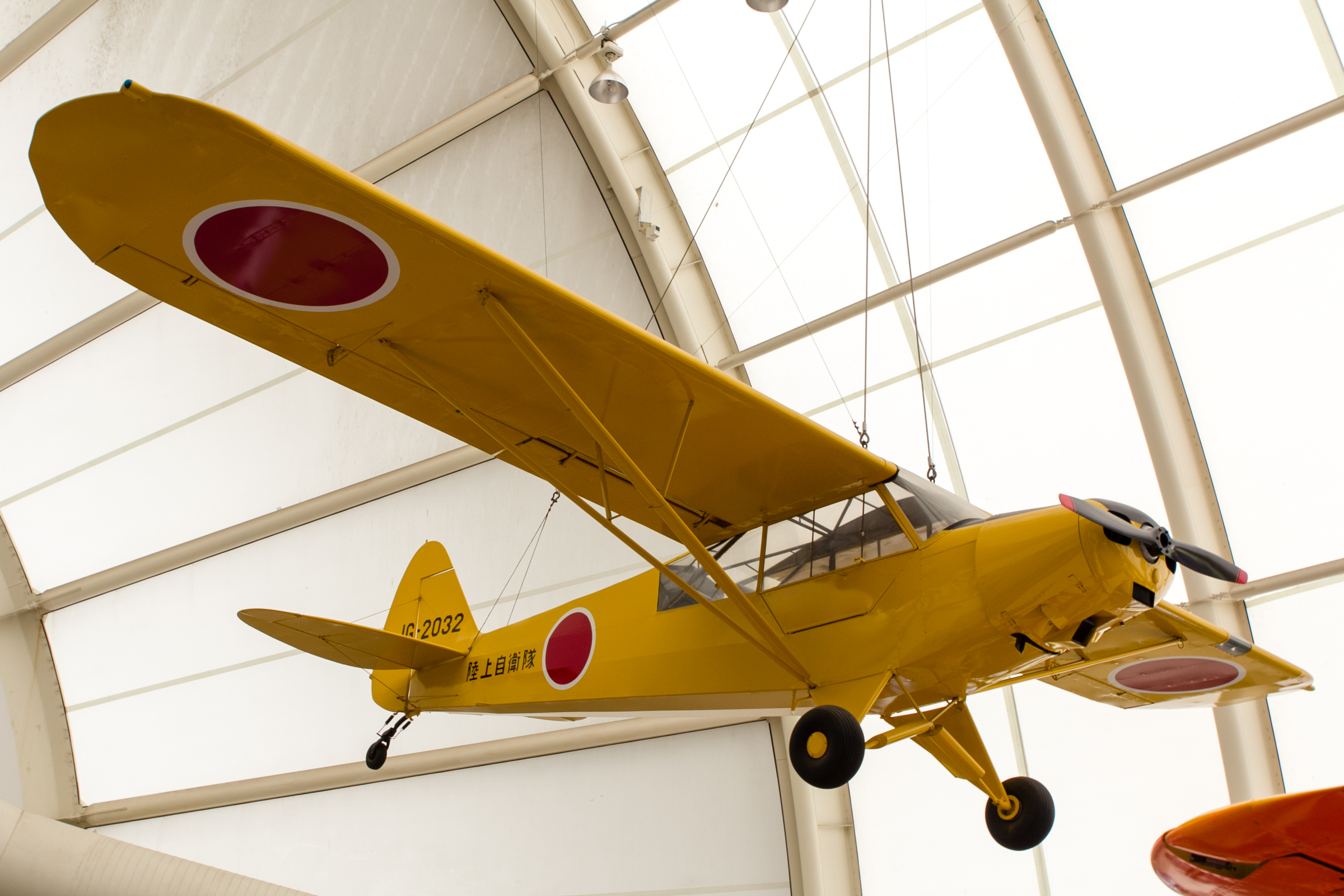
L-21B de la Fuerza Terrestre de Autodefensa de Japón.

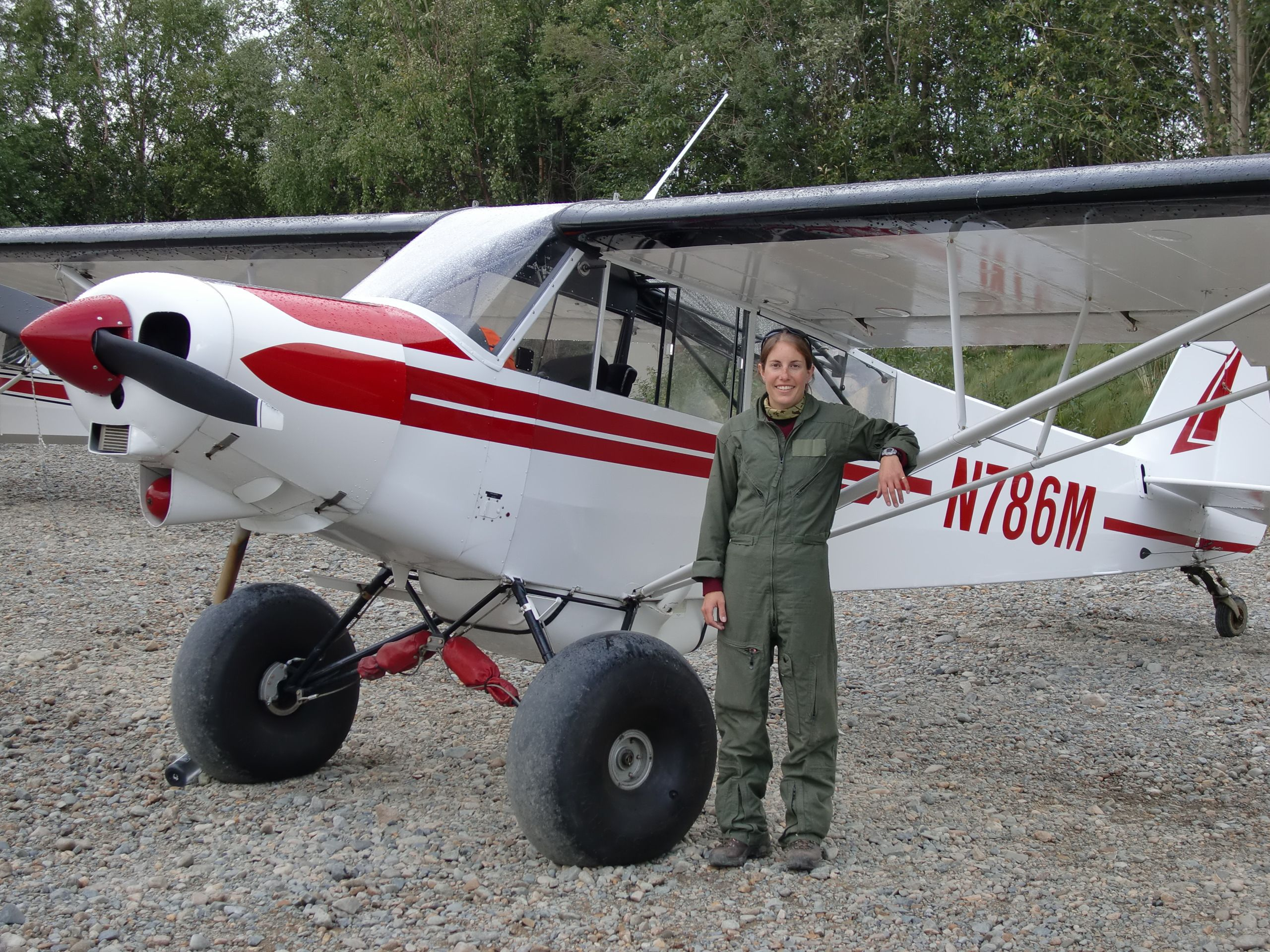
Super Cub del USFWS, usado con las fuerzas del orden en Alaska. Piper PA-18-150 Super Cub C/N 18-8898 de 1970.

- Componente Terrestre del Ejército Belga

 Estados Unidos
- Fuerza Aérea de los Estados Unidos[6]
- Ejército de los Estados Unidos[6]

 Grecia
- Ejército Griego[8]

 Irán
- Fuerza Aérea Imperial Iraní

 Italia
- Ejército Italiano[7][9]

 Israel
- Fuerza Aérea Israelí[10]

 Japón
- Fuerza Terrestre de Autodefensa de Japón[7]

 Estado de Katanga
- Force Aérienne Katangaise[11]

 Nicaragua
- Fuerza Aérea Nicaragüense

 Noruega
- Real Fuerza Aérea Noruega[12]

 Países Bajos
- Real Fuerza Aérea de los Países Bajos[13]

 Portugal
- Ejército Portugués
- Fuerza Aérea Portuguesa

 Suecia
- Ejército de Suecia[14]

 Suiza
- Fuerza Aérea Suiza: 4 PA-18-150 sirvieron con la Fuerza Aérea suiza, como V-653 a V-656, desde 1964 a 1975. El V-654 se convirtió en HB-PAV, el V-655 en HB-PAW y el V-656 en HB-PAX.

 Turquía
- Ejército de Turquía[6]

 Uganda
 Uruguay
- Armada Nacional del Uruguay[15]

### Civiles
Estados Unidos
- Alaska State Troopers
- Servicio de Pesca y Vida Silvestre de los Estados Unidos, Alaska.
- Patrulla Fronteriza de los Estados Unidos, Frontera Suroeste.

## Especificaciones (avión terrestre PA-18-150)
Referencia datos: Jane's All The World's Aircraft 1976-77

### Características generales
- Tripulación: Uno (piloto)
- Capacidad: Un pasajero o alumno
- Longitud: 6,9 m (22,6 ft)
- Envergadura: 10,7 m (35,2 ft)
- Altura: 2 m (6,6 ft)
- Superficie alar: 16,6 m² (178,5 ft²)
- Perfil alar: USA-35B
- Peso vacío: 422 kg (930,1 lb)
- Peso máximo al despegue: 794 kg (1750 lb)
- Planta motriz: 1× motor bóxer de cuatro cilindros refrigerado por aire Lycoming O-320.
  - Potencia: 112 kW (154 HP; 152 CV)

### Rendimiento
- Velocidad nunca excedida (Vne): 246 km/h (153 MPH; 133 kt)
- Velocidad máxima operativa (Vno): 209 km/h (130 MPH; 113 kt)
- Velocidad crucero (Vc): 185 km/h (al 75 % de potencia)
- Velocidad de entrada en pérdida (Vs): 69 km/h (43 MPH; 37 kt)
- Alcance: 740 km (400 nmi; 460 mi)
- Techo de vuelo: 5800 m (19 029 ft)
- Régimen de ascenso: 4,9 m/s (965 ft/min)

## Aeronaves relacionadas

### Desarrollos relacionados
- Piper J-3 Cub
- Piper PA-11 Cub Special

### Aeronaves similares
- Aero Boero AB-95
- American Champion Scout
- Aviat Husky
- CubCrafters CC11-160 Carbon Cub SS: Light Sport de 180hp
- CubCrafters CC18-180 Top Cub: versión moderna certificada
- Light Miniature Aircraft LM-5: copia del PA-18
- Super 18 Model S18-180

### Secuencias de designación
- Secuencia PA-_ (interna de Piper): ← PA-16 - PA-17 - PA-18 - PA-19 - PA-20 - PA-22 - PA-23 →
- Secuencia L-_ (Aviones de Enlace de las USAAF/USAF, 1942-1962): ← L-15 - L-16  - L-17  - L-18 - L-19 - L-20 - L-21 - L-22 - L-23 - L-24 →
- Secuencia U-_ (Aviones Utilitarios estadounidenses, 1962-presente): ← U-4 - U-5 - U-6 - U-7 - U-8 - U-9 - U-10 →
- Secuencia aviones militares de la Fuerza Aérea Sueca (1940-presente): ← Tp 46 - Tp 47 - Sk 50 - Fpl 51 - Tp 52 - Tp 53 - Fpl 54 →